# Hot Shots!
Série
Hot Shots! 2
(1993)
Pour plus de détails, voir Fiche technique et Distribution.
Hot Shots! ou Des pilotes en l'air au Québec est un film américain réalisé par Jim Abrahams et sorti en 1991. Il s'agit d'un film parodique s'inspirant principalement de Top Gun de Tony Scott sorti en 1986. Le film connaît une suite deux ans plus tard : Hot Shots! 2.

## Synopsis
Le lieutenant Sean « Topper » Harley est un pilote de chasse talentueux. Il est cependant complexé par le souvenir de son père Buzz qui jadis aurait été responsable de la mort de son coéquipier lors d'une mission aérienne. Retiré du monde dans une réserve indienne, il est recruté par le commandant Block pour une délicate mission au Proche-Orient.

## Fiche technique
- Titre québécois : Des pilotes en l'air
- Titre original : Hot Shots!
- Titre provisoire : Hot Shots: An Important Movie![1]
- Réalisation : Jim Abrahams
- Scénario : Jim Abrahams et Pat Proft
- Musique : Sylvester Levay
- Décors : William A. Elliott
- Costumes : Mary Malin
- Photographie : Bill Butler
- Montage : Jane Kurson et Eric A. Sears
- Production : Bill Badalato
- Société de production : 20th Century Fox
- Société de distribution : 20th Century Fox
- Budget : 26 000 000 $[2]
- Format : Couleur • 1.85 : 1 • 35 mm - son Dolby SR
- Langue originale : anglais
- Pays de production :  États-Unis
- Genre : comédie, parodie
- Dates de sortie[1]:
  - États-Unis : 31 juillet 1991
  - France : 30 octobre 1991

## Distribution
- Charlie Sheen (VF : Patrick Borg) : Sean « Topper » Harley
- Cary Elwes (VF : Alain Floret) : Kent Gregory
- Valeria Golino (VF : Marine Jolivet) : Ramada Thompson
- Lloyd Bridges (VF : Raoul Delfosse) : l'amiral Thomas Benson
- Jon Cryer (VF : Thierry Ragueneau) : Richard « Fausse Couche » Pfaffenbach (« Wash Out » en VO)
- Kevin Dunn (VF : Pierre Decazes) : le commandant James Block
- William O'Leary (VF : Christian Bénard) : Pete « Pas d'bol » Thompson (« Dead Meat » en VO)
- Kristy Swanson : Kowalski
- Efrem Zimbalist Jr. (VF : Roland Ménard) : Wilson
- Bill Irwin (VF : Patrick Floersheim) : Buzz Harley
- Heidi Swedberg (VF : Laurence Sacquet) : Mary Thompson
- Bruce A. Young : « Red » Herring
- Jerry Haleva : Saddam Hussein
- Ryan Stiles (VF : Hubert Drac) : Dominic « Mailman » Farnham
- Don Lake : le médecin
- Charles Barkley : lui-même
- Bill Laimbeer : lui-même
- Marc Shaiman : le pianiste du bar

## Production

### Choix des interprètes
George C. Scott devait jouer dans le film, mais il est finalement remplacé par Lloyd Bridges.

### Tournage
Le tournage a eu lieu principalement en Californie (Los Angeles, San Diego, désert des Mojaves, Riverside, Red Rock Canyon, Ridgecrest...). Le porte-avions est en fait un pont en bois construit sur le bord d'une falaise près d'un établissement militaire désaffecté du Marine-land.
Certaines images sur le porte-avions proviennent du film Le Vol de l'Intruder sorti la même année.

## Accueil

### Box-office
Hot Shots! est l'un des plus gros succès au box-office en 1991. Pour un budget de 26 millions de dollars, il en rapporte 181 096 164 dans le monde, dont 69 467 617 aux États-Unis. En France, le film totalise 2 121 622 entrées.

## Analyse